# Wolf Wagner (Sozialwissenschaftler)

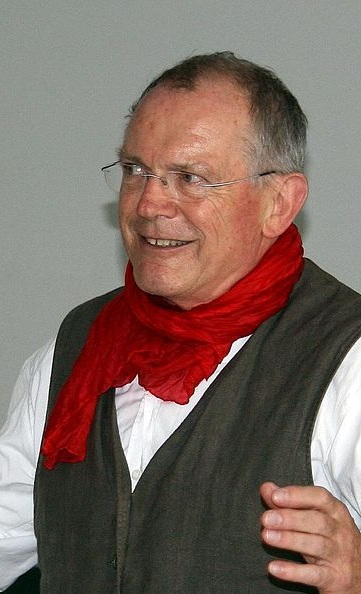
Wolf Wagner (2009)

Wolf Wagner (* 9. Juni 1944 in Tübingen; † 28. April 2024 in Berlin) war ein deutscher Sozialwissenschaftler mit dem Schwerpunkt Politikwissenschaft, Professor und Autor einer Reihe von Publikationen zu Themen wie dem deutschen Hochschulsystem, dem Verhältnis zwischen Ost- und Westdeutschen, zum demokratischen Politiksystem sowie zu Armut, Kultur und Globalisierung. Sein erfolgreichstes Buch Uni-Angst und Uni-Bluff. Wie Studieren und sich nicht verlieren, erschien erstmals 1977 und zuletzt, erneut aktualisiert, 2007 unter dem Titel: Uni-Angst und Uni-Bluff – heute.

## Leben
Wolf Wagner wurde 1944 in Tübingen geboren und studierte von 1963 bis 1970 Anglistik, Philosophie und Politikwissenschaften in Tübingen, Bonn und Berlin. Zu Beginn seines Studiums noch Mitglied der Christlich-Demokratischen Union, wandte er sich ab 1967 der linken Studentenbewegung zu.
Ab 1970 arbeitete Wagner als wissenschaftlicher Mitarbeiter am Otto-Suhr-Institut für Politikwissenschaft der Freien Universität Berlin, wo er 1976 seine Promotion zum Dr. rer. pol. über Verelendungstheorie abschloss. Von 1976 bis 1982 war Wagner Hochschulassistent am selben Institut und habilitierte sich währenddessen kumulativ. Eine erweiterte Fassung seines Habilitationsvortrags Die nützliche Armut veröffentlichte er 1982 beim damals linksalternativen Rotbuchverlag. Nach Abschluss seiner Tätigkeit an der Freien Universität Berlin unternahm Wagner bis 1985 mehrere Forschungsreisen durch Lateinamerika und Asien. Nach seiner Rückkehr nach Deutschland arbeitete er bis 1992 als freier Rolfing-Therapeut in Tübingen und Berlin und legte währenddessen seine Heilpraktikerprüfung ab.
1992 wurde er zum Professor für Sozialwissenschaften und Politische Systeme an die Fachhochschule Erfurt berufen. Für den Zeitraum von 1993 bis 1995 wurde er zum ersten Mal, für den von 1997 bis 1999 das zweite Mal und für die Legislatur von 1999 bis 2001 schließlich zum dritten Mal zum Prorektor gewählt. Anschließend folgte die Wahl in das Rektorenamt der Fachhochschule, das er bis 2005 bekleidete. Nach dem Ende seiner Tätigkeit im Rektorat der FH Erfurt unternahm Wagner 2005 gemeinsam mit seiner Frau, der Psychologin Renate Müller, eine 14-monatige Forschungsreise um die Welt. Anschließend arbeitete er noch drei Jahre als Professor für Sozialwissenschaften und politische Systeme und trat zum Wintersemester 2009/10 in den Ruhestand.
Er lebte gemeinsam mit seiner Frau in Berlin.

## Positionen
Seit Beginn seines wissenschaftlichen Wirkens kritisierte Wagner den akademischen Habitus als „Uni-Bluff“ -- der unnötigen Verkomplizierung von Sachverhalten und der Wichtigtuerei von Wissenschaftlerinnen und Wissenschaftlern. Ihm zufolge bildet dieses dem Bluff beim Pokerspiel nicht unähnliche Verhalten einen wesentlichen Bestandteil des „heimlichen Lehrplans“ im deutschen Hochschulsystem zur Erzeugung eines akademischen Habitus. Als mögliche Ursache des Uni-Bluffs beschrieb Wagner die „Uni-Angst“ als „Angst vor dem schlauen Gesicht“ der anderen, die mitunter zu schweren psychischen Störungen führen könne. Die Wichtigtuerei und Verkomplizierung erschwere laut Wagner vor allem neuen Studierenden das Erschließen des Lehrstoffs, was insbesondere Studierende aus nicht akademischen Milieus an Zugang und Verbleib im deutschen Hochschulsystem hindere. Zwar schrieb Wagner, dass der „Uni-Bluff“ an Fachhochschulen weniger ausgeprägt sei als an Universitäten, doch sah er in Ersteren deutliche Bemühungen, Zweitere nachzuahmen.
Vor allem diese Reputationsbemühungen seien es, so Wagner, die das deutsche Hochschulsystem ineffizient machten. Wegen der „fatalen Selbstbezüglichkeit“, der andauernden Weigerung zur Berufsausbildung und der starken Neigung zur Pedanterie verliere das deutsche Hochschulsystem wertvolle Innovationskraft, was das Wirtschaftswachstum in Deutschland gefährde. Wagner forderte eine innovationsförderliche, fehlerfreundliche Kultur an der Hochschule nach dem Vorbild innovativ arbeitender Konzerne wie Google, mit Raum für eigene Projekte und professionell begleitetes Erfahrungslernen, statt den Studierenden eine unendliche Fülle an Stoff „einzubimsen“.
Zur deutschen Wiedervereinigung und ihren Folgen vertrat Wagner die These, dass die noch anhaltenden Schwierigkeiten zwischen Ost- und Westdeutschen aus alltagskulturellen Unterschieden rührten, die zu einem Kulturschock geführt hätten. Die Unterschiede seien nur zum Teil durch den Sozialismus zu erklären. Wichtiger sei, dass der Westen während der Jahre der Teilung amerikanischer und mittelständischer geworden sei, während der Osten „deutscher“ geblieben und proletarischer geworden sei.
Wagner vertrat die Position, dass Armut ein unverzichtbarer und systematischer Teil von Marktgesellschaften sei. Armut ist das jeweilige untere Ende der Spanne von Einkommen und Vermögen und darum schon aus logischen Gründen nicht abzuschaffen. Die Drohung mit Armut ist auf der einen Seite ein wesentlicher Motivator in einer Marktgesellschaft, wie auf der anderen Seite die Aussicht auf Aufstieg. Sozialpolitik und Sozialarbeit könnten die Einzelschicksale der Armen mildern, doch die Funktion der Armut als Abschreckung für die noch nicht Armen nicht aufheben.
Zu den alltagskulturellen Folgen der Globalisierung nahm Wagner, zusammen mit Renate Müller, den Standpunkt ein, dass die Globalisierung mit dem internationalen Warenaustausch wegen der Aufstiegsbemühungen der Bevölkerung in den globalisierten Ländern der vermutlich einzige Weg sei, um die Menschenrechte durchzusetzen. Der Schutz indigener Kulturen habe dagegen einen gegenteiligen Effekt, weil diese in der Regel die Macht der alten, wohletablierten Männer auf Kosten der Frauen und Kinder und aller Andersdenkenden festigten.

## Publikationen
- Ein Leben voller Irrtümer. Autobiografie eines prototypischen Westdeutschen. dgvt-Verlag, Tübingen 2017, ISBN 978-3-87159-225-6.
- Uni-Angst und Uni-Bluff. Wie Studieren und sich nicht verlieren. Rotbuch-Verlag Berlin. Urfassung von 1977. Erste Überarbeitung 1992, zahlreiche Übersetzungen ins Dänische, Holländische und Japanische. 
  - 2007 zweite völlig überarbeitete, aktualisierte Neufassung unter dem Titel: Uni-Angst und Uni-Bluff – heute, ISBN 978-3-86789-019-9.
- Tatort Universität: Vom Versagen deutscher Hochschulen und ihrer Rettung. Klett-Cotta, Stuttgart 2010, ISBN 978-3-608-94614-7.
- Angst und Neugier im Gepäck: Eine etwas andere Forschungsreise um die südliche Welt. Books on demand, Norderstedt 2009, ISBN 978-3-8370-5321-0.
- Wie Politik funktioniert. Deutscher Taschenbuch Verlag, München 2005, ISBN 978-3-423-34163-9.
- Familienkultur. Europäische Verlagsanstalt, Hamburg 2003, ISBN 978-3-434-46185-2.
- Kulturschock Deutschland. Rotbuch, Hamburg 1996, ISBN 3-88022-376-9.
- Angst vor der Armut. Eine Einführung in Sozialpolitik. Rotbuch, Hamburg 1991, ISBN 3-88022-043-3.
- Verelendungstheorie. Die hilflose Kapitalismuskritik. Fischer Verlag, Frankfurt am Main 1976, ISBN 3-436-02203-9.